# فیفا خیابانی ۲
فیفا خیابانی ۲ (انگلیسی: FIFA Street 2) دومین بازی از سری بازی های فیفا خیابانی ساخته شرکت ای‌ای اسپورتس می باشد که برای کنسول های گیم‌کیوب، نینتندو دی‌اس، پلی‌استیشن ۲، اکس‌باکس، پلی‌استیشن همراه و تلفن همراه در سال ۲۰۰۶ منتشر شد. زیکو، کارلوس آلبرتو تورس و عبدی پله از اسطوره ای هایی هستند که قابل به باز شدن در طول بازی هستند.

## گیم‌پلی
این بازی یک بازی فوتبال خیابانی است که در آن بازیکن می‌تواند تیم‌های ملی ۴ نفره را کنترل کند. هدف در هر مسابقه، بردن با گل زدن یا انجام حرکات نمایشی خاص در محدوده زمانی تعیین شده است.  
در حالت «حکمران خیابان‌ها» (حرفه‌ای)، بازیکن یک شخصیت فوتبالیست می‌سازد و در تورنمنت‌های مختلف جهانی شرکت می‌کند تا «اسکناس‌های مهارتی» به دست آورد. با این اسکناس‌ها می‌توان لباس‌های جدید خرید یا امتیاز بازیکن را ارتقا داد. با پیشرفت بازیکن، او می‌تواند کاپیتان تیم خود شود و حتی به سطح بین‌المللی برسد. بهترین بازیکنان حرکات ویژه‌ای دارند که معمولاً با لقبشان نامگذاری شده است.  
بازیکنان افسانه‌ای مانند زیکو، کارلوس آلبرتو تورس و عبدی پله در طول بازی قابل باز کردن هستند.  
بازی یک ایستگاه رادیویی داخلی دارد که توسط زین لو (مجری سابق بی‌بی‌سی رادیو ۱) اجرا می‌شود و شامل موسیقی‌هایی از هنرمندانی مانند روتس مانوا، سوی، پاندولوم، ادیتورز و سابویز است.  